# اضطراب سوء المزاج ما قبل الطمث
اضطراب سوء المزاج ما قبل الطمث هو شكل حاد ومعيق للمتلازمة السابقة للحيض يصيب 1.8-5.8% من النساء في فترة الحيض. يشمل الاضطراب مجموعة متنوعة من الأعراض الوجدانية والسلوكية والجسدية التي تتكرر شهريًا خلال الطور الأصفري من الدورة الشهرية. يؤثر على النساء من بدايات سن المراهقة حتى سن اليأس، باستثناء اللاتي يعانين من انقطاع الحيض وطائي المنشأ أو في أثناء فترة الحمل والرضاعة الطبيعية. تكون النساء المصابات باضطراب سوء المزاج ما قبل الطمث أكثر عرضة للانتحار، مع ارتفاع معدلات الأفكار الانتحارية 2.8 مرة، وتاريخ التخطيط للانتحار 4.15 مرة، ومحاولات الانتحار 3.3 مرة.
تنتج التأثيرات العاطفية لاضطراب سوء المزاج ما قبل الطمث عن تقلبات شديدة في الهرمونات التناسلية، لأنها تسبب خلل في امتصاص السيروتونين وانتقاله، وربما استقلاب الكالسيوم، والنظم اليوماوي، وعامل التغذية العصبية المستمد من الدماغ، بالإضافة إلى المحور الوطائي-النخامي-الكظري والوظيفة المناعية. اقترحت بعض الدراسات أن الأشخاص الذين يعانون من اضطراب سوء المزاج ما قبل الطمث هم أكثر عرضة لخطر الإصابة باكتئاب ما بعد الولادة، لكن عُثر على أدلة أخرى تنفي هذه النتائج. أُضيف اضطراب سوء المزاج ما قبل الطمث إلى قائمة الاضطرابات الاكتئابية في الدليل التشخيصي والإحصائي للاضطرابات النفسية في عام 2013. لهذا الاضطراب 11 عرض رئيسي، ويجب أن تظهر على الأقل خمسة منها على المرأة لتشخيص اضطراب سوء المزاج ما قبل الطمث. تعاني نحو 20% من النساء في فترة الحيض من بعض أعراض اضطراب سوء المزاج ما قبل الطمث، لكن إما لديهن أقل من خمسة أعراض أو ليس لديهن خلل وظيفي.
غالبًا ما يُعالج الاضطراب بمضادات الاكتئاب مثل مثبطات استرداد السيروتونين الانتقائية بالإضافة إلى تثبيط الإباضة باستخدام حبوب منع الحمل ومضاهئات الهرمون المطلق لموجهة الغدد التناسلية، تعد مثبطات استرداد السيروتونين الانتقائية العلاج الأكثر شيوعًا لأنها تساعد في تحسين كل من الأعراض الجسدية والعاطفية بالإضافة إلى السلوك والوظائف العامة.

## العلامات والأعراض
اضطراب سوء المزاج ما قبل الطمث هو شكل حاد من المتلازمة السابقة للحيض. مثل المتلازمة السابقة للحيض، يتبع اضطراب سوء المزاج ما قبل الطمث نمطًا دوريًا يمكن التنبؤ به. تبدأ الأعراض في الطور الأصفري المتأخر من الدورة الشهرية (بعد الإباضة) وتنتهي بعد فترة قصيرة من بدء الحيض. في المتوسط، تستمر الأعراض ستة أيام لكنها قد تبدأ قبل الحيض بأسبوعين، ما يعني أنه يمكن الشعور بالأعراض لمدة تصل إلى ثلاثة أسابيع خارج فترة الدورة. يمكن أن تبدأ الأعراض شديدة وتتفاقم حتى بداية الحيض، مع عدم الشعور بالراحة حتى أيام قليلة بعد انتهاء الحيض. تحدث الأعراض الأكثر حدة في الأسبوع والأيام التي تسبق اليوم الأول لتدفق دم الدورة الشهرية. عادةً ما تتوقف الأعراض بعد وقت قصير من بدء الدورة الشهرية أو بعد أيام قليلة من نهايتها. يُعد ظهور الأعراض فقط في أثناء الطور الأصفري أو قريبًا منه الأساس في تشخيص المرأة المصابة باضطراب سوء المزاج ما قبل الطمث بدلًا من أي اضطرابات مزاجية أخرى.
تكون الأعراض جسدية أو عاطفية، لكن يجب أن تكون الأعراض المزاجية موجودة للتشخيص الأكيد. قد يكون لدى النساء المصابات باضطراب سوء المزاج ما قبل الطمث أفكار انتحارية. قد يساعد تسجيل الحالات المزاجية للمرأة بمرور الوقت في التوجه نحو الاضطراب.
تحدد الجمعية الدولية لدراسة الاضطرابات السابقة للحيض فئتين من الاضطرابات السابقة للحيض: اضطراب سوء المزاج ما قبل الطمث الأساسي واضطراب سوء المزاج ما قبل الطمث اللانموذجي.

### الحالات المرافقة
يعد الاكتئاب ثنائي القطب واضطرابات القلق وغيرها من اضطرابات المحور الأول أكثر شيوعًا لدى النساء اللاتي يعانين من اضطراب سوء المزاج ما قبل الطمث. تعاني نسبة 50-78% من بين النساء المصابات باضطراب سوء المزاج ما قبل الطمث من اضطرابات نفسية مختلفة مثل اضطراب القلق العام، والاضطراب العاطفي الفصلي، والاضطراب الاكتئابي.

## السبب
تظهر الأعراض المزاجية لاضطراب سوء المزاج ما قبل الطمث فقط لدى النساء في فترة الحيض. لا تحدث الأعراض أثناء الحمل وبعد انقطاع الطمث. عادةً ما تستمر اضطرابات المزاج الأخرى في كامل فترة الإنجاب ولا علاقة لها بحدوث الدورة الشهرية للمرأة أو عدمها.
أكثر الاحتمالات المتفق عليها حول أسباب اضطراب سوء المزاج ما قبل الطمث حاليًا هي زيادة الحساسية تجاه تقلبات مستويات هرمونات معينة (مثل الهرمونات التناسلية) والإجهاد البيئي والاستعداد الوراثي. للستيرويدات الجنسية -هرموني الاستروجين والبروجسترون- فعالية عصبية. لوحظت مشاركتها في مسارات السيروتونين في نماذج الفئران. يشارك السيروتونين في تنظيم المزاج بالإضافة إلى هرمون الاستروجين، الذي توجد مستقبلاته في القشرة أمام الجبهية والحُصين- وهي مراكز تنظيم المزاج والإدراك بشكل عام.
رغم أن توقيت الأعراض يشير إلى أن التقلبات الهرمونية هي سبب اضطراب سوء المزاج ما قبل الطمث، لم يُحدد اختلال هرموني واضح لدى النساء المصابات باضطراب سوء المزاج ما قبل الطمث. في الواقع، لا يمكن تمييز مستويات الهرمونات التناسلية ومستقلباتها لدى النساء المصابات باضطراب سوء المزاج ما قبل الطمث أو بدونه. بدلًا من ذلك، يُفترض أن النساء المصابات باضطراب سوء المزاج ما قبل الطمث أكثر حساسية للتقلبات الطبيعية لمستويات الهرمونات، التي تشمل غالبًا هرموني الاستروجين والبروجسترون، والتي تنتج عمليات كيميائية حيوية في الجهاز العصبي تسبب أعراض سابقة للحيض. تكون هذه الأعراض أكثر شيوعًا لدى النساء اللاتي لديهن استعداد للإصابة بالاضطراب.
من الواضح أن اضطرابات ما قبل الحيض هي اضطرابات بيولوجية وليست فقط ظاهرة نفسية أو ثقافية. أُبلغ عن اضطراب سوء المزاج ما قبل الطمث من قبل نساء في فترة الحيض من جميع أنحاء العالم، ما يشير إلى أساس بيولوجي غير محصور جغرافيًا. استنتج معظم علماء النفس أن هذا الاضطراب ناتج عن استجابة الجسم لاختلال مستويات الهرمونات بالإضافة إلى المكونات الجينية. هناك أدلة على وراثة أعراض ما قبل الحيض في العديد من الدراسات على التوائم والعائلات التي أجريت في تسعينيات القرن العشرين، إذ أثبتت أن وراثة اضطراب سوء المزاج ما قبل الطمث بلغت نسبة 56%.
غالبًا ما تحدث الاضطرابات من هذا النوع بسبب مزيج من العوامل البيئية والبيولوجية. وُجد أن الضغوط البيئية تزيد من خطر أعراض اضطراب سوء المزاج ما قبل الطمث مستقبلًا. الوراثة لا تعمل في فراغ: تلعب المكونات البيئية مثل الإجهاد والتقلبات الهرمونية وعلم الخلق دورًا رئيسيًا في الإمراضية وظهور الاضطراب. لاحظت بعض الدراسات وجود أدلة على أن الصدمات الشخصية (العنف المنزلي، أو الصدمة الجسدية أو العاطفية، أو تعاطي المخدرات) أو التغيرات الموسمية (ما يجعل اضطراب سوء المزاج ما قبل الطمث مصاحبًا للاضطراب العاطفي الفصلي) لها تأثير على خطر الإصابة باضطراب سوء المزاج ما قبل الطمث. أكثر الاضطرابات الموجودة مسبقًا والشائعة لدى الأشخاص الذين شُخصوا باضطراب سوء المزاج ما قبل الطمث هو الاضطراب الاكتئابي، إما أصيبوا به بالفعل أو شُخصوا بشكل خاطئ عندما كان يجب تشخيصهم باضطراب سوء المزاج ما قبل الطمث. العامل البيئي الأخير هو في المقام الأول علم الاجتماع: الجوانب الاجتماعية والثقافية للأنثى، وأداء الأدوار الجندرية الأنثوية، والضغط الناتج عن انخراط الإناث في النشاط الجنسي.